# Арканзас
Арканза́с (англ. Arkansas, МФА: [ˈɑrkənsɔ] А́ркансо) — штат на півдні США, входить до групи штатів Південно-Західного Центру. Населення — 2,673 млн осіб (33-тє місце серед штатів; 2000). Столиця й найбільше місто — Літл-Рок. Інших великих міст немає.
Офіційне прізвисько — «Природний штат» (англ. Natural State).

## Географія
Площа Арканзасу 137 732 км² (29-те місце серед штатів). На півдні штат межує з Луїзіаною, на заході з Техасом і Оклахомою, на сході з Теннессі та Міссісіпі, на півночі з Міссурі. Бюро перепису населення США класифікує Арканзас як південний штат, підкатегорія південно-західні центральні штати. Велика частина східного кордону штату проходить по річці Міссісіпі, за винятком округів Грін і Клей, де кордоном зі штатом Міссурі служить річка Святого Франциска. У багатьох місцях східна межа штату визначена приблизно через зміни русла річки.

### Рельєф
Умовно Арканзас можна розділити на дві половини — височини північного заходу і низовини південного сходу. Пагорби північного заходу є частиною південних внутрішніх нагір'їв США, які включають плато Озарк і гори Уошито. Низовини південно-східної половини штату включають прибережні рівнини Мексиканської затоки і дельти Арканзасу. На території Арканзасу виділяють сім природних регіонів: гори Озарк, гори Уошито, долина річки Арканзас, прибережні рівнини Мексиканської затоки, хребет Кроулі і дельту Арканзасу.
Дельтою Арканзасу називають алювіальні рівнини південного сходу штату, прилеглі до річки Міссісіпі. Цей регіон з практично плоскою поверхнею володіє багатими алювіальними ґрунтами, сформованими в результаті розливів річки Міссісіпі. Для Великих прерій південного сходу, розташованих далі від річки, характерний більш хвилястий ландшафт. Обидва регіони є родючими сільськогосподарськими районами. Дельту Арканзасу розділяє майже на дві рівні половини таке незвичайне геологічне утворення як хребет Кроулі. Вузька смуга пагорбів, що утворює хребет, підноситься від 76 до 150 м над оточуючими алювіальними рівнинами.
Північний захід штату займає плато Озарк, що включає однойменні гори. На південь від них розташовані гори Уошито. Ці два географічні регіони розділяє річка Арканзас. Ці гірські системи є частиною південних внутрішніх нагір'їв США — єдиною великою гірською країною між горами Аппалачі на сході та Скелястими горами на заході. Вищою точкою штату є гора Маунт-Магазин у горах Уошито висотою 839 метрів над рівнем моря.

### Клімат
Клімат вологий субтропічний, у гірських районах на півночі штату — помірний вологий континентальний. Арканзас, хоча і не виходить до узбережжя Мексиканської затоки, знаходиться досить близько до нього, щоб відчувати сильний вплив цього великого водоймища. Для Арканзасу характерно спекотне вологе літо і холодна, менш волога, зима. У Літл-Року, столиці штату, у липні середній максимум становить 34 °C, мінімум 23 °C. Січневий середній максимум становить 11 °C, середній мінімум — 0 °C. Середньорічна кількість опадів у штаті коливається від 1000 до 1500 мм. Дещо вологіше на півдні та сухіше на півночі штату. Сніг випадає досить рідко, частіше в північній половині штату. Абсолютний максимум температури для Арканзасу — 49 °C зафіксовано в місті Озарк 10 серпня 1936 року. Абсолютний мінімум −34 °C зафіксовано в місті Грейветт 13 лютого 1905 року.
Арканзас відомий погодними катаклізмами. Над штатом проносяться грози, торнадо і сніжні бурі, випадає град. В Арканзасі відзначається до 60 днів із грозами.

## Історія

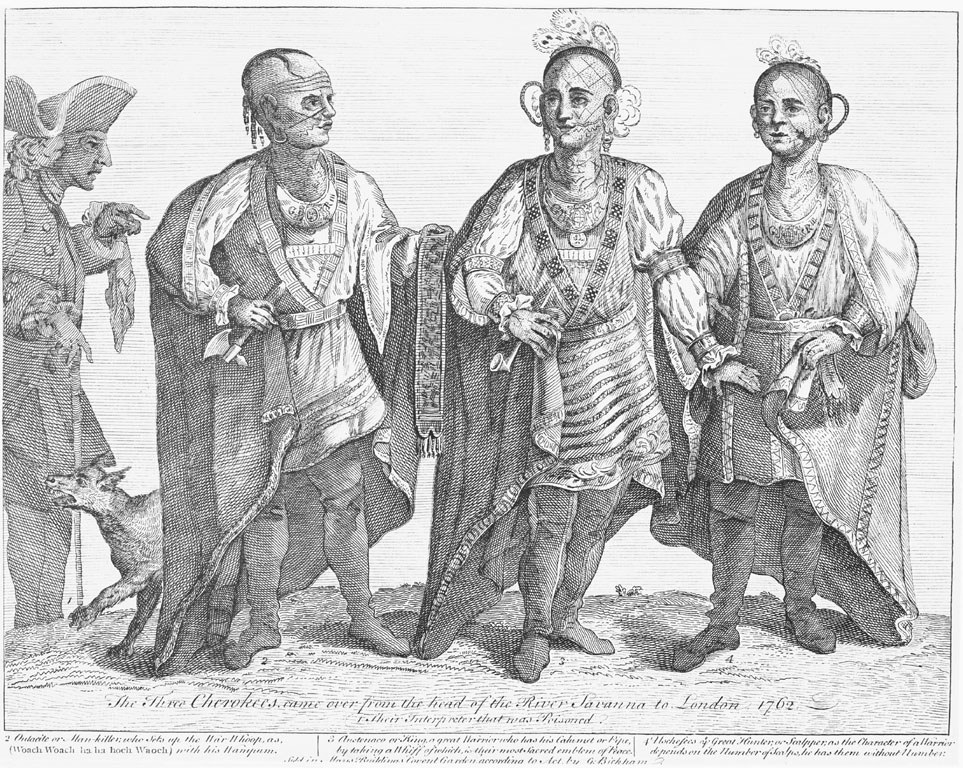
Індіанці черокі

В Арканзасі, як і в інших штатах США, за багато століть до приходу європейців жили племена корінних мешканців Америки — індіанців. Тут жили народи «Міссісіпської культури» — черокі, осейдж, каддо, куапо, чокто.
Алгонкіни називали їх akansa, що означало «люди південного вітру». Звідки й походить назва штату.
Першим із європейців Арканзас досліджував у XVI столітті іспанець Ернандо де Сото. Очолювана ним експедиція пройшла в 1539—1540 роках по території сучасних Флориди, Джорджії, Південної Кароліни, Північної Кароліни, Теннессі, Алабами та Міссісіпі, а в 1541 році — по землях Арканзасу, Оклахоми, Луїзіани та Техасу. Де Сото оголосив досліджуванні ним землі іспанськими володіннями.
Лише тільки в 1673 році в Арканзас прийшли наступні європейські дослідники. По річці Міссісіпі з півночі, з французьких володінь у Мічигані та Іллінойсі доплила експедиція під керівництвом місіонера-єзуїта Жака Маркетті та торговця Луї Жольє. По їхніх слідах у 1681—1682 роках спустився по Міссісіпі до Мексиканської затоки Рене де Ла Саль, який назвав землі в басейні найбільшої річки північноамериканського континенту «Луїзіана» і який заявив про їх приналежність Франції.
У 1686 році було засновано перше поселення європейців в Арканзасі неподалік від стратегічно важливого пункту — місця злиття річок Арканзас і Міссісіпі — Арканзас-Пост. Через сторіччя, в 1783 році в районі Арканзас-Пост відбулася одна з останніх битв війни за незалежність США, а в 1863 році — одна з найбільших битв Громадянської війни. Зараз місце, де був розташований Арканзас-Пост має статус «Національного історичного місця» США.
У 1722 році французами був заснований торговий пост, що став згодом столицею і найбільшим містом штату Арканзас — Літл-Рок.
Арканзас зіграв дуже велику роль під час війни за незалежність Техасу від Мексики, а пізніше — під час американо-мексиканської війни 1846—1848 років. Саме в Арканзасі формувалися добровольчі підрозділи, що брали участь у військових конфліктах з Мексикою.
У середині XIX століття Арканзас переживав стрімке зростання, причому провідною галуззю економіки Арканзасу було сільське господарство, а основою сільського господарства — вирощування бавовни на родючих землях арканзаської Дельти річки Міссісіпі.
На бавовняних плантаціях дуже широко використовувалася рабська праця, до 1860 року чверть населення Арканзасу були рабами, а кожен п'ятий житель Арканзасу, що належить до білої раси — рабовласником. Правда у більшості таких рабовласників рабів було небагато, лише дванадцяти відсоткам з них належало понад двадцяти осіб. Але саме ці нечисленні плантатори були найбагатшими людьми в Арканзасі та практично визначали політику штату.
Під час Громадянської війни в США штат Арканзас приєднався до Конфедерації. За роки війни загинули тисячі жителів штату, чорних і білих, які воювали на боці Конфедерації або сіверян.
На початку XX століття в Арканзас приїхало багато іммігрантів з Європи, в основному німці, ірландці, словаки.
У той же час у перші десятиліття XX століття Арканзас, як і інші штати Півдня США, торкнулося «Велике переселення». Дуже багато чорношкірих жителів штату переїжджали на північ, де вони могли отримати непогано оплачувану роботу на заводах «промислового пояса» США. Крім того, у північних штатах вони мали ті ж права, що й біле населення не тільки номінально, а й фактично.
Проблема цивільних прав та расової дискримінації ще довго залишалася актуальною для Арканзасу. Населення цього переважно сільського штату було дуже консервативним, особливо в питаннях релігії та расової приналежності. Традиційно в Арканзасі були сильні позиції Ку-клукс-клану, причому як свої цілі ку-клукс-кланівці називали не тільки чорношкірих, але і євреїв, католиків та іноземців.

### Різанина в Елейн
Одним з найстрашніших епізодів в історії расових конфліктів в Арканзасі (і в США в цілому) є «різанина в Елейн». 30 вересня 1919 року в місті Елейн, розташованому в арканзаській дельті, близько ста чорношкірих фермерів зібралися в церкві, щоб обговорити проблеми, що виникли між ними та білими плантаторами. Це були свого роду профспілкові збори, на яких, зокрема, обговорювалося й питання про подачу колективного судового позову. Біля входу до церкви збори виставило охоронців.
Під час зборів до церкви прийшов білий шериф з помічниками. Зав'язалася бійка, пролунали постріли. Шериф був поранений, а один з його помічників убитий.
Представники місцевої влади, які вирішили, що почався бунт, сформували озброєний загін для придушення заворушень. До цього загону приєдналися добровольці, його чисельність досягла, за різними даними, від п'ятисот до тисячі осіб. Вони вбивали чорношкірих людей без найменшого розгляду їхньої можливої причетності до трагедії в церкві. Чорні жителі округу, чисельність яких значно перевищувала білих, вчинили опір лінчувальникам.
1 жовтня влада округу, що втратили будь-який контроль над ситуацією, звернулися до губернатора Арканзасу з проханням ввести війська. 2 жовтня близько п'ятисот солдатів федеральної армії почали роззброєння населення й арешти.
У результаті «Різанини в Елейні» загинули п'ятеро білих і понад сто чорношкірих жителів Арканзасу. 285 афроамериканців були арештовані, існує багато свідчень, що їх катували у в'язниці, вибиваючи свідчення. Під час суду всі присяжні були білими. Дванадцять обвинувачених були засуджені до смерті в електричному стільці, ще шістдесят сім отримали різні терміни тюремного ув'язнення. У декількох випадках вирок виносився за десять хвилин.
На захист засуджених виступила Національна асоціація сприяння прогресу кольорового населення США (NAACP), штаб-квартира якої знаходилася в Нью-Йорку. Завдяки зусиллям найнятих асоціацією адвокатів смертні вироки були скасовані, багато з ув'язнених були звільнені, а іншим зменшили терміни покарання.
Останній випадок суду Лінча стався в Арканзасі в 1927 році, коли повісили чорношкірого Джона Картера. Расова напруженість у штаті зберігалася ще багато десятиліть.

### Дев'ятка з Літл-Рока
У післявоєнні роки в Арканзасі продовжував набирати силу рух за рівні права для всіх громадян, незалежно від їх кольору шкіри. Криза настала в 1957 році, коли в столиці штату, місті Літл-Рок, стався конфлікт на расовому ґрунті, що привернув до Арканзасу увагу всієї країни та мав дуже серйозні наслідки для формування громадської думки з проблем десегрегації в США.
У 1954 році Верховний суд США прийняв епохальне для США рішення про незаконність поділу учнів за расовою ознакою і закликав до усунення сегрегації в школах. Національна асоціація сприяння прогресу кольорового населення США всіляко намагалася втілити це рішення в життя, попри активну протидію місцевої влади в південних штатах.
Так, в 1957 році до початку шкільних занять у столиці Арканзасу місті Літл-Рок були відібрані за ознаками відмінної успішності та відвідуваності дев'ять чорношкірих школярів. Ці діти, що стали пізніше відомими як «Дев'ятка з Літл-Рока» (або «Дев'ятеро з Літл-Рока»), повинні були приступити до занять у Центральній середній школі Літл-Рока, у якій до цього моменту вчилися лише білі. Цей план був узгоджений і затверджений шкільною радою Літл-Рока.
Проте в день початку шкільних занять губернатор штату Арканзас Орвалі Фобус оточив школу солдатами Національної гвардії, не допускаючи в неї чорношкірих. Тут же зібрався натовп білих расистів, що залякували афроамериканських дітей і навіть закликали до розправи над ними.
9 вересня з протестом виступив шкільна рада Літл-Рока. До губернатора із закликом не порушувати постанову Верховного суду США звернувся тридцять четвертий Президент США Дуайт Ейзенхауер. За розвитком подій пильно стежили засоби масової інформації всієї країни.
Проте, коли 23 вересня чорні школярі знову спробували прийти на заняття, їх знову зустріла дуже агресивно налаштований натовп.
Для виконання рішення вищої судової інстанції США, забезпечення громадського порядку та на прохання мера Літл-Рока 24 вересня 1957 року Президент США ввів у місто солдатів 101-ї повітрянодесантної дивізії США. Тепер чорношкірі школярі відвідували заняття у супроводі та під охороною озброєних військовослужбовців.
У школі чорні діти піддавалися знущанням і образам з боку білих учнів. Одна з чорношкірих школярок була виключена за те, що не стрималася і відповіла на образи. Решта вісім незважаючи на всі складнощі закінчили навчання.
Історія «Дев'ятки з Літл-Рока» зіграла величезну роль у русі за громадянські права в США. У Літл-Року в їх честь було зведено монумент. У 2007 році Монетний двір США випустив присвячений п'ятдесятиріччю цієї події срібний долар.
9 грудня 2008 року «Дев'ятеро з Літл-Рока» були почесними гостями на інавгурації першого чорношкірого Президента США Барака Обами.

## Судова система
Судова система в Арканзасі містить у собі Верховний суд, Апеляційний суд і Окружний суд. Окружний суд ділиться на Державний і Місцевий окружні суди. Кожен суд має юрисдикцію щодо різних справ. Верховний суд в Арканзасі є судом останньої інстанції, що означає, що будь-яке його рішення є остаточним.
Верховний суд складається з головного судді та шести асоційованих суддів. З 2016 року посаду головного судді займає Джон Ден Кемп.
Кількість суддів:
- Верховний суд — 7
- Апеляційний суд — 12
- Окружний суд — 122[7].

## Економіка
Основними галузями економіки штату Арканзас є сільське господарство, видобуток і перероблення корисних копалин, харчова промисловість, виробництво пиломатеріалів і целюлозно-паперових виробів, машинобудування та інші.
Родючі землі Арканзасу, особливо в районі арканзаської дельти, дуже сприятливі для сільського господарства.
Бавовна, хоча і є дуже важливою сільськогосподарською культурою Арканзасу (так само як і інших південних штатів США), але вже не є головним продуктом для землеробства штату. На полях Арканзасу вирощують рис, сою, пшеницю та інші культури.
Арканзас є одним з найбільших у США виробником м'яса птиці (в основному курчат-бройлерів та індиків) та яєць. Також у штаті добре розвинене розведення свиней, великої рогатої худоби та виробництво молочних продуктів.
В Арканзасі вирощують багато фруктів (в основному яблук) і ягід (полуниця), розводять і переробляють рибу.
В Арканзасі розташовані штаб-квартири декількох великих американських компаній. У Бентонвіллі знаходиться головний офіс найбільшої у світі мережі роздрібних магазинів Wal-Mart, у Спрінгдейлі — займає друге місце у світі за обсягами виробництва і продажів м'яса і птиці компанія Tyson Foods, у Лоуеллі — одного з найбільших перевізників США JB Hunt.
У 2003 р. ВВП штату склав $76 млрд. Арканзас — провідний штат країни з виробництва рису, соєвих бобів, бройлерних курчат, виробляє також близько 10 % усієї бавовни в країні. Розвинена продовольча індустрія, є виробництво електроустаткування та автозапчастин. Серед корисних копалин найважливіше місце посідає видобуток бокситів.

### Азартні ігри
На території штату працюють три казино: Oaklawn Racing Casino Resort, Saracen Casino Resort і Southland Casino Racing, які 2019 року принесли прибутку приблизно на 3 млрд дол. 2020 року. Суттєвого удару по ігровій економіці штату та казино зокрема завдала пандемія COVID-19, коли в березні було закрито всі казино до середини травня.

## Демографія

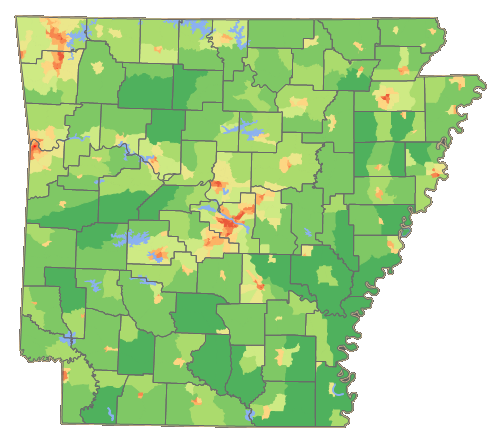
Щільність населення

За оцінкою Бюро перепису населення США станом на 1 липня 2012 року, населення штату становило 2 949 132 осіб (+1,1 % з перепису населення США 2010 року).
З менш ніж 15 000 осіб в 1820 році населення Арканзасу зросла до 52 240 в 1835-му, перевищивши необхідні 40 000 для визнання штатом. Починаючи з отримання статусу штату в 1836 році, населення збільшувалося вдвічі кожні 10 років аж до перепису населення США 1870 року, проведеної після Громадянської війни. Населення штату досягло чисельності у 2 мільйони людей за даними перепису населення 1980 року.
Етнічний склад:
| Нація          | Чисельність, % |
| -------------- | -------------- |
| «Американці»   | 15,9           |
| Афроамериканці | 15,7           |
| Ірландці       | 9,5            |
| Німці          | 9,3            |
| Англійці       | 7,9            |

Мовний склад населення (2010)  [Архівовано 1 грудня 2007 у Wayback Machine.]
| Мови               | Частка людей старше 5 років, % |
| ------------------ | ------------------------------ |
| Англійська         | 93,39                          |
| Іспанська          | 4,82                           |
| Німецька           | 0,19                           |
| Французька         | 0,18                           |
| В'єтнамська        | 0,17                           |
| Лаоська            | 0,13                           |
| Тагальська         | 0,10                           |
| Хмонгська          | 0,10                           |
| Тихоокеанські мови | 0,09                           |
| Китайська          | 0,08                           |
| інші               | 0,75                           |

Багато жителів, які назвали себе «американцями» мають насправді англійське або північноірландське походження, проте їхні сім'ї проживають у штаті так довго (часом з моменту утворення штату), що вони вказують американське походження або не вказують його зовсім. Багато з тих, хто вказав ірландське походження насправді мають північноірландське походження.
Згідно з даними проведеного у 2006—2008 роках Дослідження Американського товариства, 93,8 % жителів Арканзасу (старше 5 років) розмовляють вдома лише англійською. Близько 4,5 % населення спілкуються вдома по-іспанськи. Близько 0,7 % спілкуються іншими індоєвропейськими мовами. Приблизно 0,8 % говорить азійськими мовами.

### Релігійна приналежність
Арканзас, як і багато штатів півдня США, входить до складу Біблійного поясу з переважно протестантським населенням. У 2000 році найбільшими церквами за кількістю послідовників були:
- Південна баптистська конвенція (665 307)
- Об'єднана методистська церква (179 383)
- Римо-католицька церква (115 967)
- Американська баптистська асоціація (115 916).